# Calídromo
El Calídromo o Kallidromon (en griego: Καλλίδρομο) es un monte al sudeste de Ftiótide y al noreste de Fócide, en Grecia Central. 
Su máxima elevación es 1399 m. El Calídromo se extiende al sur del golfo Maliaco, al este del  monte Eta y al norte del valle del río Cefiso. Al norte se encuentra el estratégico e histórico lugar de las Termópilas. El pueblo de Drimea estaba en el Calídromo. Lugares cercanos son Mendenitsa al noreste y Amfikleia al sur. La vía del  ferrocarril de Atenas a Lamía pasa por el sur y oeste del monte mientras un túnel largo se ha construido en la línea de alta velocidad de Atenas a Salónica. 